# Bromide (Oklahoma)
Bromide é uma cidade  localizada no estado norte-americano de Oklahoma, no Condado de Coal e Condado de Johnston.

## Demografia
Segundo o censo norte-americano de 2000, a sua população era de 163 habitantes. 
Em 2006, foi estimada uma população de 158, um decréscimo de 5 (-3.1%).

## Geografia
De acordo com o United States Census Bureau tem uma área de 
1,7 km², dos quais 1,7 km² cobertos por terra e 0,0 km² cobertos por água.

## Localidades na vizinhança
O diagrama seguinte representa as localidades num raio de 28 km ao redor de Bromide. 